# Alice Mossie Brues
Alice Mossie Brues, née le 9 octobre 1913 à Boston et morte le 14 janvier 2007 à Louisville, est une anthropologue américaine. Elle est considérée comme une pionnière de l'anthropologie physique. C'est la deuxième américaine à obtenir un doctorat en anthropologie physique à Harvard en 1940. Ses recherches portent sur les modèles génétiques pour l'évolution humaine, la sélection naturelle dans les groupes sanguins, la variation du phénotype dans l'humanité moderne et les pathologies des restes squelettiques. Ses travaux sont récompensés par l'American Association of Physical Anthropology (AAPA), l'Human Biology Association et l'American Academy of Forensic Sciences.

## Biographie
Alice Mossie Brues nait le 9 octobre 1913 à Boston. Ses parents sont la botaniste Beirne Barrett Brues et Charles Thomas Brues, entomologiste à l'université Harvard. Au cours de sa jeunesse, ses parents lui confient souvent la tâche de collecter des insectes sur les plantes. En 1924, sa mère publie un journal des observations de la famille. Alice Brues sort diplômée en 1933 du Bryn Mawr College, avec une spécialisation en philosophie et en psychologie. 
Elle s'intéresse initialement plutôt aux études de religion comparée, mais après sa rencontre avec Earnest Hooton au Radcliffe College, où elle débute une licence en anthropologie, elle a accès au laboratoire d'ossements de Hooton, et par la suite également à son laboratoire de statistiques. Elle choisit comme sujet de dissertation d'étudier la génétique humaine, et plus spécifiquement les yeux bleus, les tâches de rousseur et la carrure physique dans des environnements familiaux,.
Après avoir étudié sous la direction d'Earnest Hooton, elle est la deuxième américaine à obtenir un doctorat en anthropologie physique à Harvard en 1940, alors qu'il y a encore peu de femmes dans ce domaine.

## Carrière académique
Son premier emploi est celui d'associée de recherche au Peabody Museum de Harvard, puis celui d'anthropologue consultante auprès du Chemical Corps.
En 1946, elle prend le poste de professeure adjointe d'anatomie à l'école de médecine de l'université de l'Oklahoma, puis est promue professeure titulaire en 1960. Elle est également conservatrice de l'anthropologie physique au Stovall Museum de Norman (1956-65) et membre du personnel du Southwestern Homicide Investigators Seminar (1954-65). 
En 1965, Alice Brues est recrutée au département d'anthropologie de l'université du Colorado à Boulder, où elle reste jusqu'à sa retraite en 1984. 

### Distinctions
Elle reçoit trois prix pour ses réalisations exceptionnelles, un de chacune des associations professionnelles dont elle est membre : l'American Association of Physical Anthropology (AAPA), l'Human Biology Association et l'American Academy of Forensic Sciences. 
- 1986 : Prix de Physical Anthropology section of the American Academy of Forensic Sciences[6]
- 1992 : Prix Charles R. Darwin Lifetime Achievement de l'American Association of Physical Anthropology[6]
- 1998 : Franz Boas Distinguished Achievement de l'Human Biology Association[7]

### Autres postes
Elle est rédactrice adjointe de l'American Journal of Physical Anthropology (AJPA) pendant quatre ans. Elle est membre du conseil exécutif de l'AAPA pendant trois ans, vice-présidente de l'AAPA de 1966 à 1968 et présidente de l'AAPA de 1971 à 1973, seconde femme à occuper ce poste. 
Elle est membre du comité exécutif du Human Biology Council et vice-présidente du conseil en 1976-77. Elle est également membre du conseil consultatif de l'Institut national de la recherche dentaire (1972-75) et du comité d'examen des bourses de recherche de l'Institut national de la santé mentale (1976-77)[réf. souhaitée].

## Travaux
Alice Brues a effectué des recherches dans les domaines suivants : les modèles génétiques pour l'évolution humaine, la sélection naturelle dans les groupes sanguins, la variation du phénotype dans l'humanité moderne et les pathologies des restes squelettiques.
Au Peabody Museum de Harvard, Brues travaille sur des données anthropomorphiques statistiques du personnel de l'armée de l'air américaine avec Earnest Hooton. L'objectif est de fournir des informations sur le design d'équipements militaires et d'uniformes, notamment les masques à gaz pour le vol en haute altitude.
Alors qu'elle est professeure d'anatomie à l'Université d'Oklahoma, elle s'inscrit en 1959 au premier cours d'informatique dispensé à l'université d'Oklahoma. Elle se servira des compétences acquises pour élaborer le modèle de simulation génétique pour laquelle elle est connue. Son article intitulé The Spearman and the Archer établit sa renommée : elle y explique les liens entre l'utilisation de certains outils et l'évolution de la musculature humaine.
Elle publie plus de 300 articles scientifiques et plusieurs livres, notamment People and Races (1977). Alice Brues a dédié cet ouvrage à son père, lui attribuant le mérite de lui avoir appris à « penser biologiquement » dès son plus jeune âge. Cet ouvrage est l'un des derniers à être publié sur la race dans une perspective d'anthropologie essentiellement physique, dans la veine de Carleton Coon (avec qui Brues a également travaillé), et il est réédité en 1990. Il fait l'objet de quelques critiques positives, mais d'autres sont mitigées, voire négatives[réf. nécessaire].

## Vie privée
Alice Brues meurt le 14 janvier 2007 à Louisville, Boulder County, Colorado.

## Publications
- (en) « The Spearman and the Archer - An Essay on Selection in Body Build », American Anthropologist, vol. 61, no 3,‎ 1959, p. 457–469 (ISSN 0002-7294, lire en ligne, consulté le 27 décembre 2022).
- (en) The maintenance of genetic diversity in man, [Addison-Wesley Pub. Co.], 1973 (ISBN 0-201-11285-X et 978-0-201-11285-6, OCLC 793398).
- (en) People and races, Macmillan, 1977 (ISBN 0-02-315670-8 et 978-0-02-315670-0, OCLC 2006011).